# Миккель (газоконденсатное месторождение)
Миккель — шельфовое газоконденсатное месторождение расположено на  континентальном шельфе Норвегии. Миккель находится в 35 километрах к югу от месторождения Асгард. Открыто в 1985 году. Разработка началось 1 августа 2003 года.
Месторождение Миккель разрабатывает платформа Åsgard С.
Оператором месторождение является норвежская нефтяная компания Statoil.